# Primer ministro de Suecia
El primer ministro de Suecia (en sueco statsminister, «ministro del Estado») es el jefe de Gobierno de Suecia. Hasta la creación de la Oficina del Primer ministro, en 1876, Suecia no tenía una cabeza separada entre el gobierno y el jefe de Estado, es decir, la autoridad ejecutiva última residía en el rey. Louis Gerhard De Geer, el arquitecto del nuevo Riksdag bicameral de 1866, que sustituyó al antiguo Riksdag estamental, se convirtió en cargo público por primera vez en 1876.
Desde el 18 de octubre de 2022, el primer ministro es Ulf Kristersson, líder del Partido Moderado.

## Historia
Antes de 1876, el jefe de Gobierno era dependiente del jefe de Estado. Históricamente, sin embargo, el miembro más antiguo del Consejo Privado (durante el gobierno absolutista este era el Gran Canciller) presentaba similitudes con el cargo de un jefe de gobierno. Esto fue más evidente durante la llamada Edad de la Libertad desde 1718 hasta 1772, cuando los poderes del monarca se redujeron considerablemente, el presidente del Consejo Privado se convirtió en la figura política más poderosa de Suecia.
Con la aprobación del nuevo Instrumento de Gobierno de 1809, fueron creadas dos oficinas, del primer ministro de Justicia (en sueco: justitiestatsminister) y el Primer ministro de Asuntos Exteriores (en sueco: utrikesstatsminister), aunque sus funciones no eran más que la de los jefes de sus respectivos ministerios. Cuando la Oficina del primer ministro fue creada en 1876, los primeros ministros de Justicia y de Relaciones Exteriores fueron degradados a Ministro de Justicia y Ministro de Relaciones Exteriores. A diferencia del Ministro de Justicia, el ministro de Asuntos Exteriores, sin embargo, sigue teniendo rango de "Excelencia", un honor compartido sólo con el primer ministro.
Desde 1917 se establecieron los principios parlamentarios de facto en Suecia y el monarca dejó de ejercer su autoridad constitucional para nombrar al primer ministro y los consejeros de Estado (gabinete) a su libre albedrío. A partir de ese momento el primer ministro dependía del apoyo del Parlamento, y en efecto, el primer ministro llegó a sustituir en la práctica las prerrogativas reales. 
Hasta 1974, la autoridad ejecutiva en Suecia se ha ejercido por el rey en Consejo. La reforma constitucional introdujo un nuevo Instrumento de Gobierno que estableció el sistema parlamentario y creó un gobierno de gabinete, aunque este hubiera sido la situación de facto desde 1917.

## Oficina del Primer ministro
Cada vez que un primer ministro dimite, fallece o se ve obligado a dejar su cargo por el Riksdag, el presidente del Riksdag le pide (o a su sustituto) mantener el gobierno como un gobierno interino hasta que un sucesor haya sido elegido. El presidente celebra consultas con los dirigentes de los partidos y designa a un primer ministro, que se somete a la aprobación del Riksdag. Si el primer ministro designado es aprobado, se elige cuántos miembros (ministros) se vayan a incluir en su gobierno. 
Con la excepción del primer ministro, los ministros del gobierno no necesitan la aprobación del Riksdag, pero pueden ser obligados a renunciar por un voto de censura. Si el primer ministro se ve obligado por un voto de censura a renunciar, todo el gabinete cae y el proceso de elección de un primer ministro comienza de nuevo. El primer ministro puede disolver el parlamento, incluso después de recibir un voto de censura, salvo los tres primeros meses después de una elección.
La Constitución sueca exige que el primer ministro nombre a uno de los ministros en el gabinete como vice primer ministro, en caso de que el primer ministro, por alguna razón, quede impedido para el ejercicio de sus funciones. Sin embargo, si un vice primer ministro está ausente o no se ha nombrado, ejercerá esas funciones el ministro del gabinete que ha servido más tiempo en el mismo —y si hay varios con experiencia igual, el de mayor edad— se hace cargo como jefe de gobierno.

## Residencia oficial
Las oficinas del gobierno, incluyendo la Oficina del Primer ministro, está situada en Rosenbad en el centro de Estocolmo, frente a Helgeandsholmen, donde está el edificio del Parlamento.
En 1991 fue adquirida Casa Sager (o el "Palacio de Sager" como fue anteriormente llamado), y desde 1995 ha servido como la residencia privada del primer ministro. La Casa Sager está situada junto a Rosenbad y el edificio del Parlamento.
Harpsund, una casa solariega en Flen, Condado de Södermanland, ha servido como la residencia de campo para el primer ministro desde 1953. La casa solariega es también de uso frecuente para las conferencias y cumbres gubernamentales informales entre el gobierno, la industria y las organizaciones en Suecia.

## Salario
Los sueldos de los ministros del gabinete, incluido el primer ministro, se deciden y son objeto de examen anual por la Statsrådsarvodesnämnden ("Comité para el Salario de los Ministros del Gabinete") del Parlamento sueco. Desde el 1 de julio de 2007, el salario mensual del primer ministro es de 126 000 coronas suecas (~ 13 000 euros) o 1 512 000 coronas suecas (~ 160 000 euros) por año. Esto es comparable a las 127 334 libras esterlinas (~ 153 000 euros), sueldo anual del primer ministro del Reino Unido o los 400 000 dólares estadounidenses (~ 300 000 euros) del sueldo anual del presidente de los Estados Unidos.

## Galería

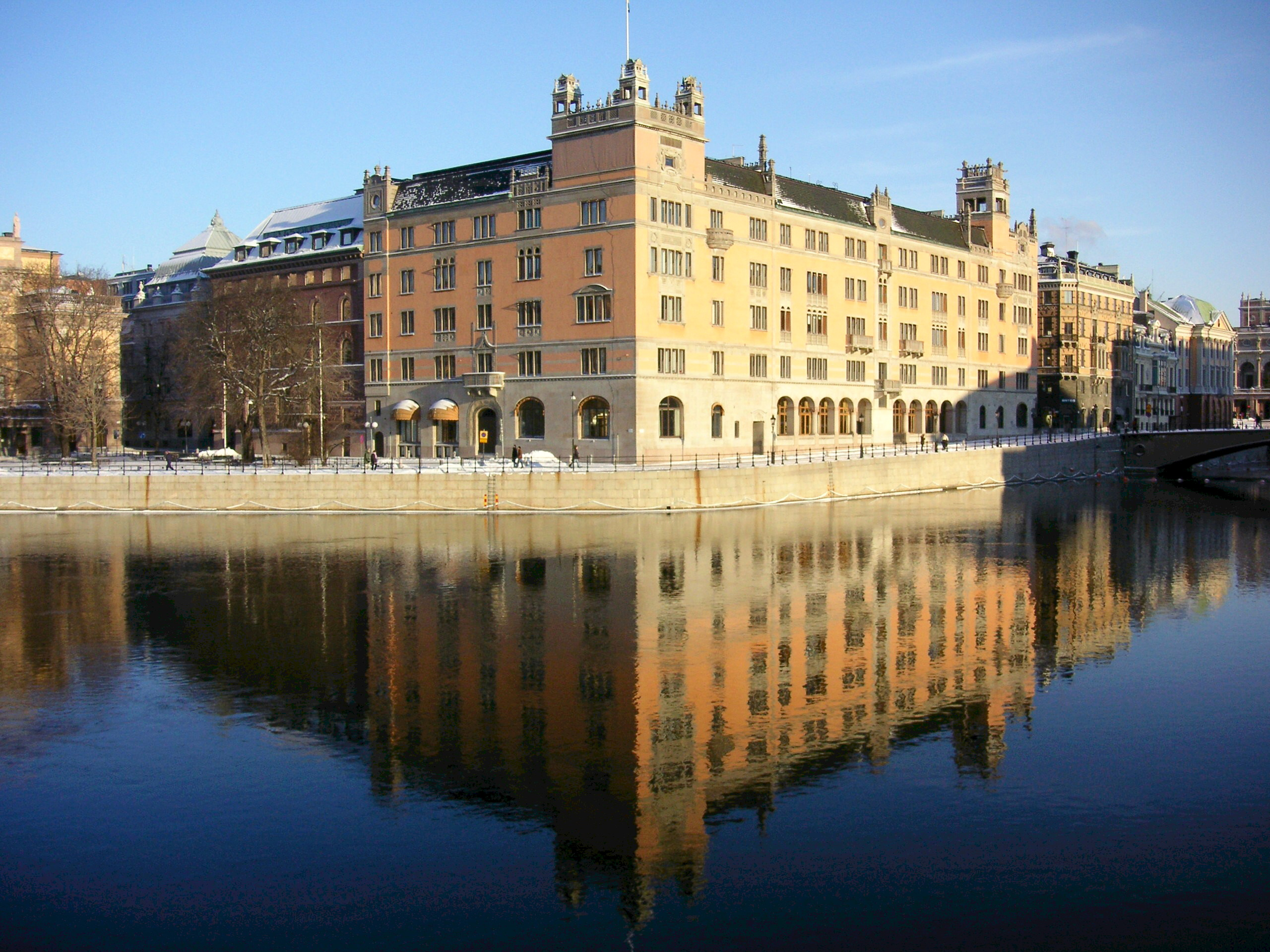
Rosenbad, sede de la Oficina del primer ministro (Statsrådsberedningen) desde 1981.
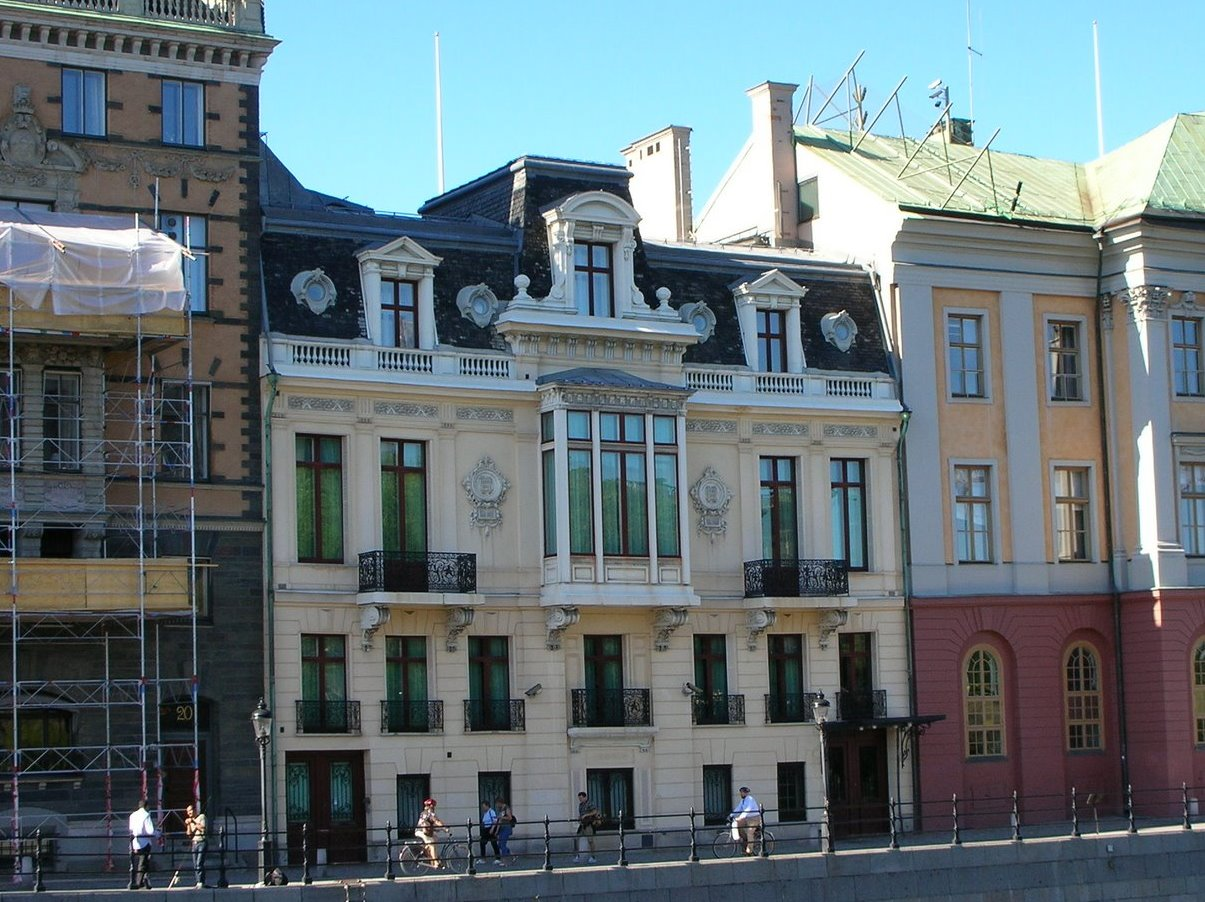
La Casa Sager es la residencia oficial.
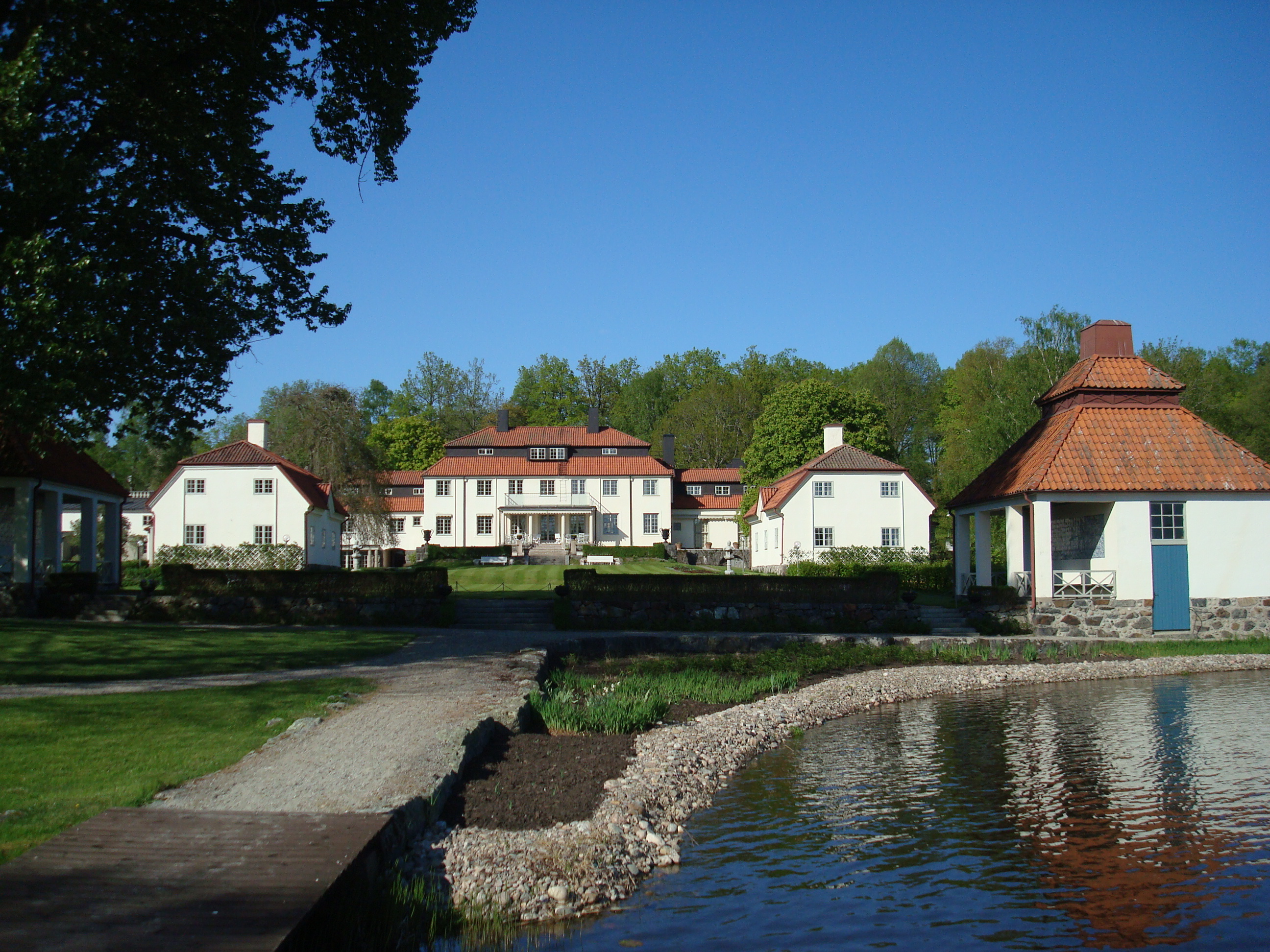
Harpsund es la residencia de campo desde 1953.
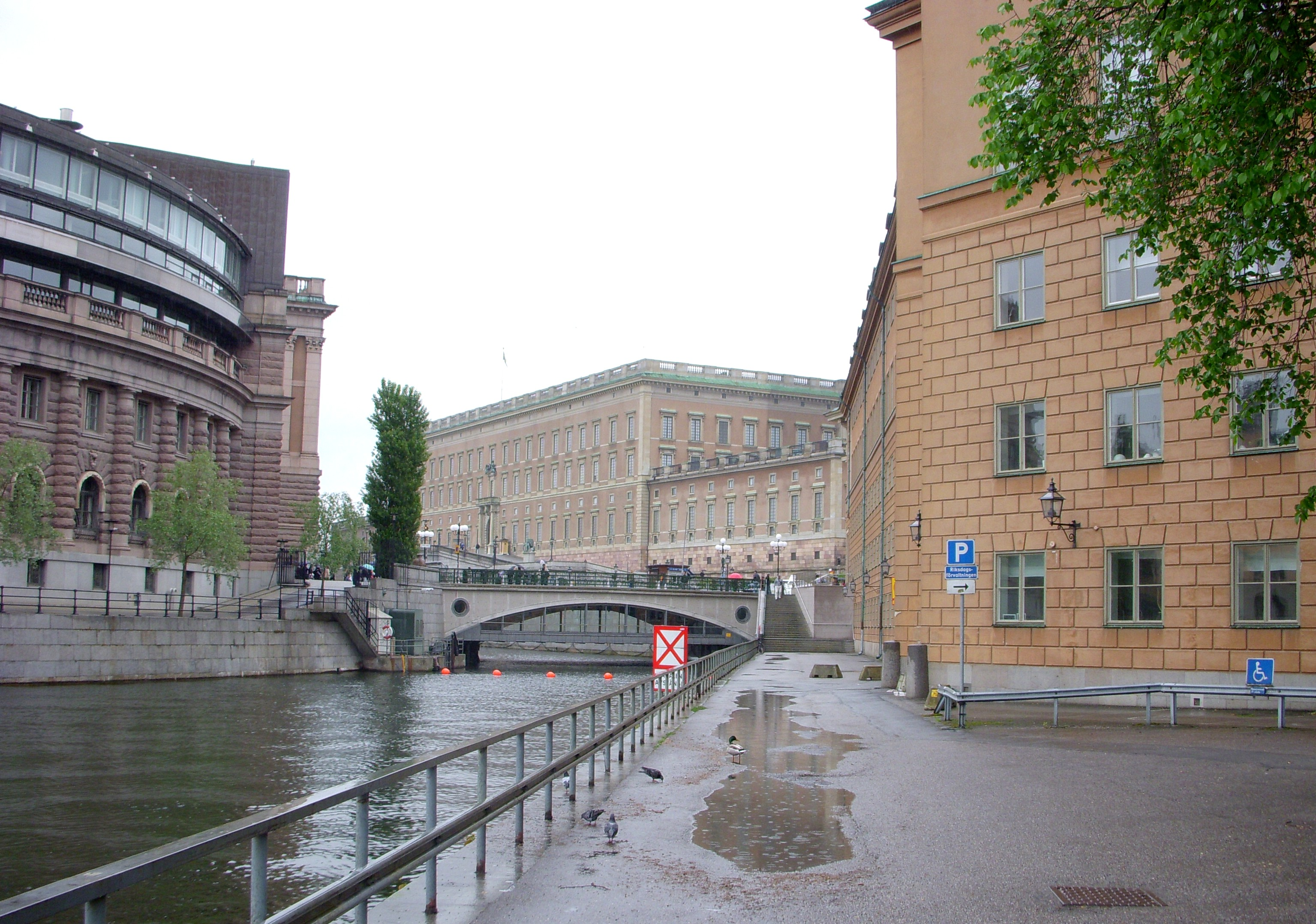
Kanslihuset (a la derecha) era donde se encontraba la oficina del primer ministro antes de 1981. Hoy en día alberga las oficinas del Riksdag.